# Federazione pallavolistica della Norvegia
La Federazione norvegese di pallavolo (nor. Norges Volleyballforbund, NVBF) è un'organizzazione fondata nel 1946 per governare la pratica della pallavolo in Norvegia.
Organizza il campionato maschile e femminile, e pone sotto la propria egida la nazionale maschile e femminile.
Ha aderito alla FIVB nel 1949.